# Sinularia platylobata
Sinularia platylobata is een zachte koraalsoort uit de familie Alcyoniidae. De koraalsoort komt uit het geslacht Sinularia. Sinularia platylobata werd in 1992 voor het eerst wetenschappelijk beschreven door van Ofwegen & Benayahu. 